# Logic của khám phá khoa học
Logic của khám phá khoa học (tiếng Đức: Logik der Forschung, tuy nhiên nghĩa đen là "Logic của nghiên cứu") là một cuốn sách năm 1934 bởi Karl Popper. Popper đã viết lại cuốn sách của mình bằng tiếng Anh và tái xuất bản năm 1959. Nó lập luận rằng khoa học nên áp dụng một phương pháp luận dựa trên tính phản nghiệm được (falsifiability), vì không có bất cứ số thí nghiệm nào có thể chứng minh một lý thuyết, nhưng một thí nghiệm đơn lẻ có thể phản chứng nó. Popper cho rằng các lý thuyết thực nghiệm có đặc trưng là tính phản nghiệm được.
Bản tiếng Đức đang được ấn hành bởi Mohr Siebeck (ISBN 3-16-148410-X), bản tiếng Anh bởi các nhà xuất bản Routledge (ISBN 0-415-27844-9). Đã từng có người dịch cuốn sách này ra tiếng Việt nhưng bản dịch không được phân phối rộng rãi.